# صلاح دياب
صلاح دياب هو «صلاح الدين أحمد توفيق دياب» وشهرته «صلاح دياب»، رجل أعمال مصري ينتمي لعائلة دياب التي ترجع أصولها إلى قرية سنهوت البرك بمركز منيا القمح في محافظة الشرقية والتي ينتمي إليها أيضاً جده «محمد توفيق دياب» الصحفي خلال العصر الملكي الذي أسس عدة صحف كان آخرها جريدة الجهاد التي توقفت عن الصدور سنة 1938، وخاله رجل الأعمال «كامل دياب»، وابنه رجل الأعمال «توفيق دياب». يرأس صلاح دياب مجلس إدارة مجموعة بيكو التي تعمل في عدة مجالات منها خدمات وانتاج البترول والزراعة والصناعات الغذائية والتطوير العقاري. أسس كذلك صحيفة المصري اليوم سنة 2004. ظل دياب يكتب عامودا صحفيا بالمصري اليوم بتوقيع "نيوتن" حتى عام 2020.

## اتهامات وجهت إليه
- في عام 2015:
  - قضية "صن ست" و"نيو جيزة" وتم التصالح فيها وحفظ التحقيقات.[8][9][10][11]
  - قضية حيازة سلاح بدون ترخيص وتمت تبرأته.[12][13]
- في 2019: قضية سور لابوار وتمت تبرأته.[14]
- في 2020: قضية استيلاء على أراضي الدولة والتهرب الضريبي.[15]